# Thermoelektrischer Generator

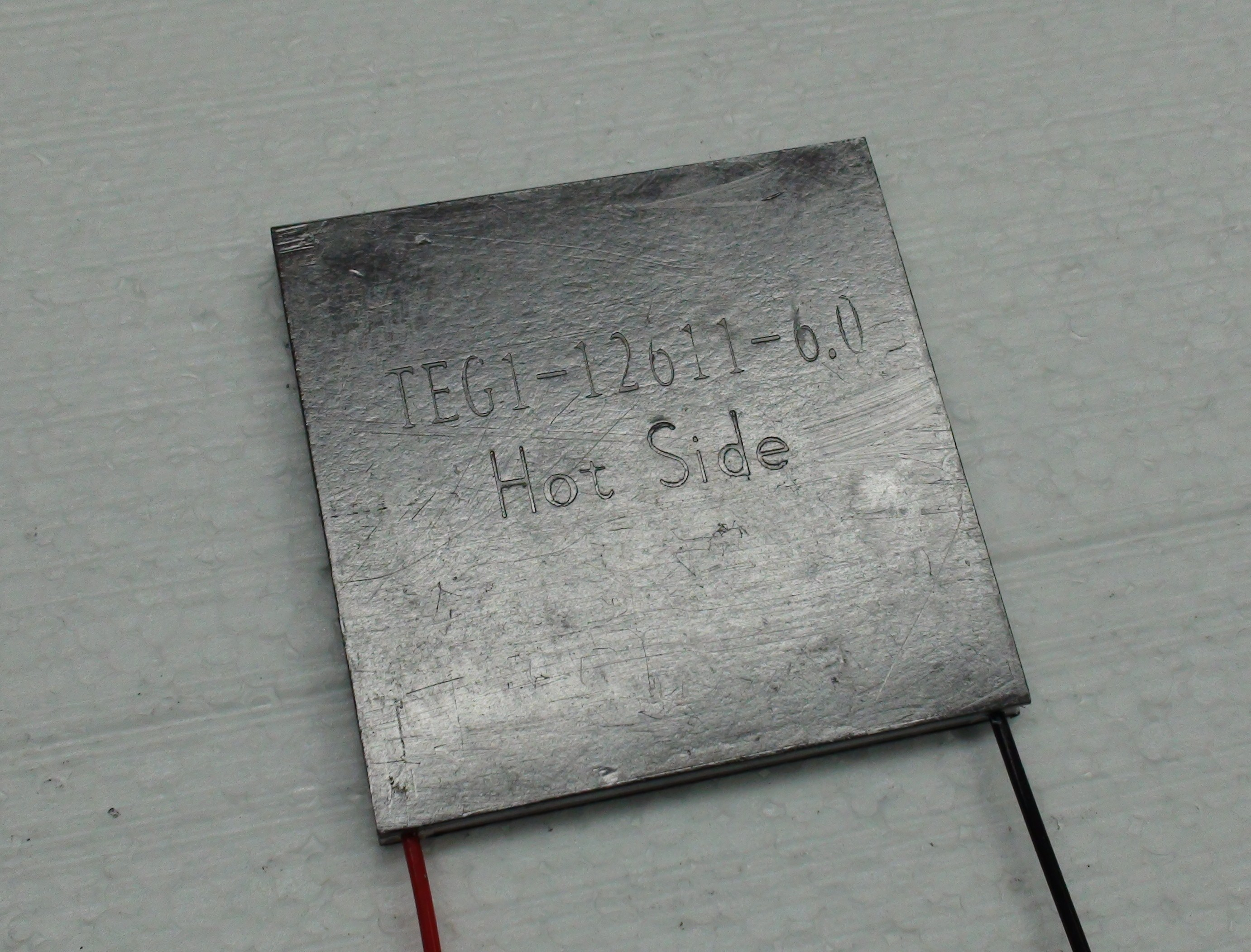
Thermoelektrischer Generator

Ein thermoelektrischer Generator überführt Wärme in elektrische Energie aufgrund des thermoelektrischen Effektes wie bei Thermoelementen. Aber anders als bei diesen werden statt Metallen hier Halbleitermaterialien verwendet, ähnlich dem Peltier-Element, wodurch sich die Effizienz gegenüber metallischen Thermoelementen wesentlich steigern lässt. Der Wirkungsgrad thermoelektrischer Generatoren beträgt mit im Bestfall ca. 17 % (oft deutlich weniger) einen Bruchteil des Carnot-Wirkungsgrades. Hinsichtlich einfachem Aufbau, Zuverlässigkeit und Lebensdauer sind sie jedoch allen anderen Verfahren überlegen. Insbesondere gibt es keine beweglichen Teile und keinen sonst damit verbundenen Verschleiß.

## Allgemeines
Gebräuchliche Materialien sind Bi2Te3, Bleitellurid PbTe, SiGe, BiSb oder FeSi2 mit erzielbaren Wirkungsgraden zwischen drei und acht Prozent. Um ausreichend hohe Spannungen zu erhalten, werden mehrere zwischen der kalten und der warmen Seite montierte Elemente elektrisch in Reihe geschaltet.
Mit thermoelektrischen Generatoren ausgerüstete Petroleumlampen, Petroleum-Gasbrenner oder Holzkohlegrills werden als elektrische Energiequellen für kleine Leistung in abgelegenen Gebieten verwendet, beispielsweise zum Betrieb eines Rundfunkempfängers.
Thermoelektrische Generatoren werden auch in Radionuklidbatterien, unter anderem für Raumsonden (z. B. wegen zu großer Entfernung von der Sonne) oder in abgelegenen Mess-Sonden, verwendet, wenn Solarzellen nicht zur Energieerzeugung eingesetzt werden können. Radioaktiver Zerfall künstlich hergestellter Radioisotope (zum Beispiel Plutonium-238 oder Strontium-90) liefert hier die zum Betrieb erforderliche Wärme.
Zunehmende Beachtung haben thermoelektrische Generatoren in der Kraftfahrzeugtechnik erlangt, wo bisher ungenutzte Wärme von Abgasen für die Energieerzeugung zur Verfügung steht. Jedoch ist der Wirkungsgrad so gering, dass beispielsweise die thermoelektrische Ausnutzung der Wärme im heißen Abgas eines Verbrennungsmotors nicht lohnend ist.

## Wirkungsgrad

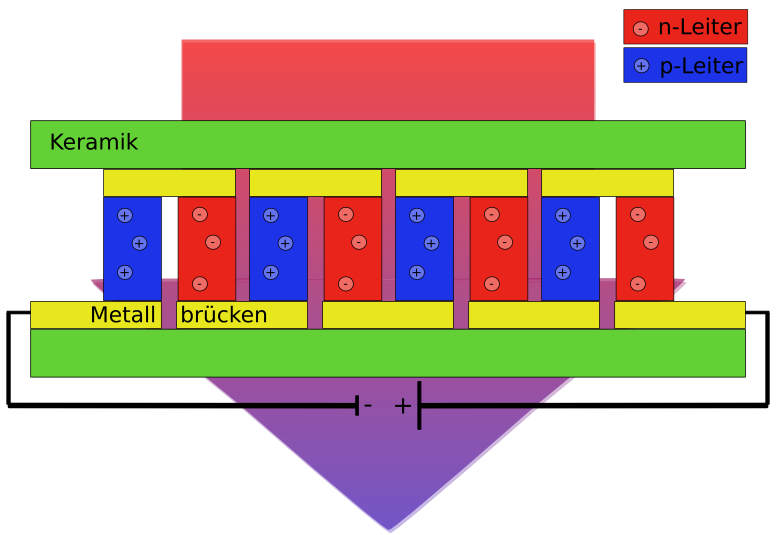
Prinzipaufbau eines thermoelektrischen Generators (gleicher Aufbau wie Peltier-Element)

Die erzeugte Spannung {\displaystyle U_{\mathrm {th} }} hängt ab von der Temperaturdifferenz {\displaystyle \Delta T=T_{\mathrm {h} }-T_{\mathrm {l} }} und dem Seebeck-Koeffizienten {\displaystyle \alpha }:
{\displaystyle U_{\mathrm {th} }=\alpha \,\Delta T}
Der Wirkungsgrad {\displaystyle \eta } hängt ab von einer Größe {\displaystyle ZT} (engl. figure of merit). Sie wächst quadratisch mit {\displaystyle \alpha } und linear mit der mittleren absoluten Einsatz-Temperatur. Sie ist umso größer, je größer die elektrische Leitfähigkeit {\displaystyle \sigma } und je kleiner die spezifische Wärmeleitfähigkeit {\displaystyle \lambda } ist. Es handelt sich um eine Größe der Dimension Zahl.
{\displaystyle ZT={\frac {\alpha ^{2}\,T\,\sigma }{\lambda }}}
Für den Wirkungsgrad gilt:
{\displaystyle \eta ={\frac {{\sqrt {1+ZT}}-1}{{\sqrt {1+ZT}}+T_{\mathrm {l} }/T_{\mathrm {h} }}}\,\eta _{\mathrm {carnot} }}
mit der theoretischen Obergrenze für jeden thermischen Wirkungsgrad
{\displaystyle \eta _{\mathrm {carnot} }={\frac {T_{\mathrm {h} }-T_{\mathrm {l} }}{T_{\mathrm {h} }}}}
Für einen großen Wirkungsgrad muss {\displaystyle ZT} möglichst groß sein.
Beispiel: Bei einer Einsatztemperatur von {\displaystyle T_{\mathrm {h} }=500\;\mathrm {K} }, einer Umgebungstemperatur von {\displaystyle T_{\mathrm {l} }=300\;\mathrm {K} } und einer Gütezahl {\displaystyle ZT=1} beträgt der Wirkungsgrad {\displaystyle 20\,\%} des Carnot-Wirkungsgrads von {\displaystyle 40\,\%}, insgesamt also maximal {\displaystyle 8\,\%}. Bei {\displaystyle ZT=2} steigt er auf {\displaystyle 30\,\%} des Carnot-Wirkungsgrades also insgesamt {\displaystyle 12\,\%}. Im Einsatz werden bisher Wirkungsgrade kaum größer als {\displaystyle 5\,\%} erreicht.
In Metallen korreliert die elektrische mit der thermischen Leitfähigkeit, da bei beiden die Beiträge durch Elektronen dominieren. Gemäß der Wiedemann-Franzschen Abschätzung liegt der Kehrwert von {\displaystyle T\sigma /\lambda }, die Lorenzzahl, bei {\displaystyle 2{,}5\cdot 10^{-8}\;\mathrm {V^{2}/K^{2}} }. {\displaystyle ZT} hängt dann nur vom Seebeck-Koeffizienten ab. Für Metalle ist er deutlich kleiner als {\displaystyle 100\,\mu {\text{V}}/{\text{K}}} und damit {\displaystyle ZT} deutlich kleiner als {\displaystyle 0{,}4}. Bei Halbleitern lassen sich phononischer und elektronischer Anteil und damit die beiden Leitfähigkeiten entkoppeln. Hochdotierte Halbleiter und Quantentopf-Nanostrukturen erreichen im Labor ZT-Werte von {\displaystyle 1{,}5} bis {\displaystyle 2{,}6}.
Ferner treten bei Belastung Stromwärmeverluste im Generator auf; bei Leistungsanpassung ist die durch den inneren Widerstand des TEG bedingte Verlustleistung gleich der entnehmbaren Nutzleistung.